# Запрет ввоза грузинских и молдавских вин и минеральной воды в Россию
Весной 2006 года после обострения внешнеполитических отношений Роспотребнадзор запретил ввоз в Россию грузинских и молдавских вин, а также грузинской минеральной воды, сославшись на их опасность для потребителей. В отношении грузинских вин запрет продлился до конца 2013 года, в отношении молдавских — до 2017 года.

## Начало скандала
Инициатором скандала выступил главный санитарный врач России Геннадий Онищенко. По его указанию Роспотребнадзор с 27 марта ввёл полный запрет на поставки и продажу в России вина и виноматериалов из Грузии и Молдавии, аргументировав это повышенным содержанием в этом вине пестицидов.

## Цена скандала
Министерство сельского хозяйства Грузии заявило, что убытки в связи с этим решением составят десятки миллионов долларов. Бутилированное грузинское вино занимало примерно 10 % российского рынка. В Россию направлялось около 80 % экспортируемых Грузией вин.
В связи с российским решением президент Грузии Михаил Саакашвили поручил министру обороны Ираклию Окруашвили возглавить кампанию по продвижению грузинских вин на других рынках. Тот признал, что «многие виноделы путём мухлежа отправляли в Россию некачественное вино, которое не возьмут в Европе. Потому что Россия — это такой рынок, на котором можно продать даже фекальные массы». За этим заявлением последовало закрытие как минимум семи грузинских заводов по производству вина.
27 апреля 2006 года председатель парламента Грузии Нино Бурджанадзе высказала сожаление на заседании Государственной думы РФ в Таврическом дворце, посвящённом столетию парламентаризма в России, что не смогла привезти в подарок депутатам Государственной думы грузинского вина из-за запрета на его ввоз в РФ. По мнению Бурджанадзе, это решение «вызвано политическими соображениями» и не будет способствовать развитию нормальных торгово-экономических отношений между двумя странами.
3 мая 2006 года в ответ на введённый Россией запрет на ввоз грузинской сельхозпродукции и вина президент Грузии Михаил Саакашвили поручил правительству изучить вопрос о целесообразности дальнейшего членства Грузии в СНГ. 18 августа 2009 года Грузия прекратила членство в СНГ. Тем не менее, дата 18 августа 2009 года является всего лишь формальной датой официального прекращения членства Грузии в СНГ. О прекращении его было заявлено в ходе войны в Южной Осетии 2008 года. Дело в том, что, согласно Уставу СНГ, государство-член покинет органы организации (ранее Грузия покинула Совет министров обороны СНГ) через год после получения от такого государства официального заявления. В связи с этим неправильно связывать выход Грузии из СНГ исключительно с «винным скандалом».
16 июля 2007 года Федеральная антимонопольная служба (ФАС) посчитала, что Роспотребнадзор нарушает законодательство, взяв под единоличный контроль испытания импортного алкоголя. Онищенко заявил, что ФАС препятствует «нормализации ситуации на алкогольном рынке России», и пригрозил главе службы Сергею Артемьеву административным разбирательством.

С бытовой точки зрения можно объяснить ситуацию, когда некий клерк Федеральной антимонопольной службы по фамилии Харишвили (имеется в виду один из инициаторов проверок начальник управления ФАС России Теймураз Харитонашвили].— Ъ) проявляет интерес к ситуации с допуском на российский рынок грузинских и молдавских вин <...> Но когда этот интерес инициируется другим гражданином, это придает интересу указанного выше господина совершенно другой аспект. Я бы назвал ситуацию феноменом «недобритости», когда моральная, профессиональная неопрятность проявляется не только во внешнем виде, но и в использовании занимаемого положения на государственной службе. —  Г. Онищенко, Коммерсант, 17 июля 2007 года

## Попытки урегулирования ситуации
Осенью 2006 года президенты России Владимир Путин и Молдавии Владимир Воронин договорились о снятии санкций при условии организации дополнительного контроля качества молдавских вин инспекторами Роспотребнадзора непосредственно в Молдавии.
По итогам проверок было дано разрешение на ввоз продукции семи предприятий (включая два на территории ПМР), удовлетворяющих санитарно-гигиеническим нормам: 258 сортов вина и коньяка (бренди).
Однако Владимир Воронин наложил запрет на экспорт вин до тех пор, пока он не будет разрешён для всех заводов, — а впоследствии заявил, что не допустит российских инспекций в Молдавии: «Мы не колония, и не может метрополия приехать к нам с ревизией. Кто такой этот Роспотребнадзор? Пусть у себя в стране следят за соблюдением технологий и здоровьем своих граждан».
В октябре 2007 года, после запроса Роспотребнадзора, грузинские производители готовности к сотрудничеству не проявили.
В 2011 году Геннадий Онищенко заявил, что грузинские вина вернутся на российские прилавки, хотя не назвал точную дату.

Сейчас на рассмотрении семь компаний. После устранения вопросов по документации наши эксперты поедут в Грузию, посмотрят предприятия, а потом начнем запускать. — Геннадий Онищенко на брифинге, посвященном предварительным итогам 2011 года

## Развитие скандала
Этот скандал получил развитие не только в алкогольной промышленности:
26 апреля 2006 года Геннадий Онищенко предписал Федеральной таможенной службе прекратить ввоз на территорию России грузинской минеральной воды «Боржоми» и «Набеглави» как не отвечающей российским требованиям по качеству.
4 мая Онищенко наложил полный запрет на ввоз и продажу на территории России минеральной воды «Боржоми». На Россию приходилось 35 % грузинского экспорта «Боржоми».
Массовые проверки «Боржоми» в России начались ещё в середине апреля — 14 апреля Геннадий Онищенко заявил, что Роспотребнадзор намерен всерьез заняться проверкой качества минеральной воды «Боржоми», поскольку она не соответствует стандартам. Министр сельского хозяйства Грузии Михаил Свимонишвили ответил на это: «Все заявления о том, что „Боржоми“ и другие грузинские минеральные воды содержат вредные вещества, — абсолютная ложь».
Онищенко разрешил «Боржоми» вернуться на российский рынок[9] 11 апреля 2013 г.

## Поставки в Кремль
По воспоминаниям бывшего американского посла в России Уильяма Бернса, на официальном обеде с участием Владимира Путина, несмотря на запрет поставок, подавалось грузинское вино из особых запасов, которым угощал Сергей Иванов, мать которого жила в Тбилиси.